# Circuit RC
 (juillet 2019).
Si vous disposez d'ouvrages ou d'articles de référence ou si vous connaissez des sites web de qualité traitant du thème abordé ici, merci de compléter l'article en donnant les références utiles à sa vérifiabilité et en les liant à la section « Notes et références ».
Pour les articles homonymes, voir RC.
Un circuit RC est un circuit électrique, composé d'une résistance et d'un condensateur montés en série ou en parallèle. Dans leur configuration série, les circuits RC permettent de réaliser des filtres électroniques passe-bas ou passe-haut. La constante de temps {\displaystyle \tau } d'un circuit RC est donnée par le produit de la valeur de ces deux éléments.

## Circuit série

Circuit RC série

### Fonctions de transfert
Soit {\displaystyle Z_{C}(\omega )} l'impédance du condensateur :
{\displaystyle Z_{C}(\omega )={\frac {1}{jC\omega }}}
La tension aux bornes de la résistance ou du condensateur peut se calculer en considérant le montage comme un diviseur de tension non chargé :
{\displaystyle V_{C}(\omega )={\frac {Z_{C}(\omega )}{Z_{C}(\omega )+R}}V_{in}(\omega )={\frac {1}{1+jRC\omega }}V_{in}(\omega )}
{\displaystyle V_{R}(\omega )={\frac {R}{Z_{C}(\omega )+R}}V_{in}(\omega )={\frac {jRC\omega }{1+jRC\omega }}V_{in}(\omega )}.
On notera {\displaystyle H_{C}} la fonction de transfert obtenue en considérant la tension aux bornes du condensateur comme tension de sortie et {\displaystyle H_{R}} si on utilise celle aux bornes de la résistance. {\displaystyle H_{C}} et {\displaystyle H_{R}} s'obtiennent respectivement grâce aux expressions de {\displaystyle V_{C}} et {\displaystyle V_{R}} :
{\displaystyle H_{C}(\omega )={V_{C}(\omega ) \over V_{in}(\omega )}={1 \over 1+jRC\omega }}
{\displaystyle H_{R}(\omega )={V_{R}(\omega ) \over V_{in}(\omega )}={jRC\omega  \over 1+jRC\omega }}
Pour un dipôle, on peut écrire la fonction de transfert sous la forme {\displaystyle H(\omega )=Ge^{j\varphi }\,}, où {\displaystyle G\,} est le gain du dipôle et {\displaystyle \varphi \,} sa phase. Ainsi :
{\displaystyle H_{C}(\omega )=G_{C}e^{j\varphi _{C}}}
avec
{\displaystyle G_{C}={\frac {1}{\sqrt {1+\left(\omega RC\right)^{2}}}}}
et
{\displaystyle \varphi _{C}=\arctan \left(-\omega RC\right)}
De même pour {\displaystyle H_{R}} :
{\displaystyle H_{R}(\omega )=G_{R}e^{j\varphi _{R}}}
avec
{\displaystyle G_{R}={\frac {\omega RC}{\sqrt {1+\left(\omega RC\right)^{2}}}}}
et
{\displaystyle \varphi _{R}=\arctan \left({\frac {1}{\omega RC}}\right)},

### Analyse fréquentielle

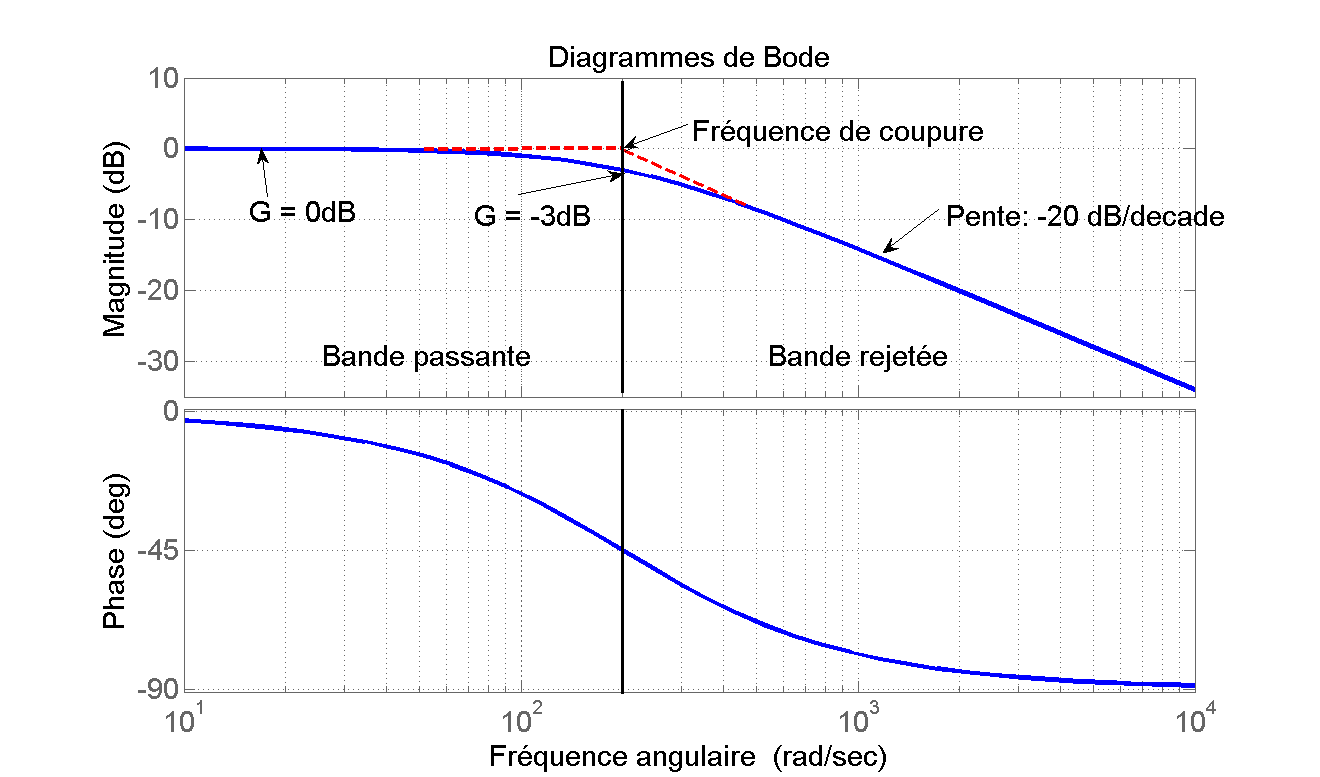
Lieux de Bode de

Une analyse fréquentielle du montage permet de déterminer quelles fréquences le filtre rejette ou accepte. Pour les basses fréquences, {\displaystyle H_{C}} a un module proche de un et une phase proche de zéro. Plus la fréquence augmente, plus son module diminue pour tendre vers zéro et sa phase de {\displaystyle -\pi /2}. A contrario, {\displaystyle H_{R}} possède un module proche de zéro aux basses fréquences et une phase proche de {\displaystyle \pi /2} et lorsque la fréquence augmente, son module tend vers un et sa phase vers zéro.
Quand {\displaystyle \omega \to 0} :
{\displaystyle G_{C}\to 1} et {\displaystyle \varphi _{C}\to 0}.
{\displaystyle G_{R}\to 0} et {\displaystyle \varphi _{R}\to 90^{\circ }=\pi /2}.
Quand {\displaystyle \omega \to \infty } :
{\displaystyle G_{C}\to 0} et {\displaystyle \varphi _{C}\to -90^{\circ }=-\pi /2}
{\displaystyle G_{R}\to 1} et {\displaystyle \varphi _{R}\to 0}.
Ainsi, lorsque la sortie du filtre est prise sur le condensateur le comportement est du type filtre passe-bas : les hautes fréquences sont atténuées et les basses fréquences passent. Si la sortie est prise sur la résistance, l'inverse se produit et le circuit se comporte comme un filtre passe-haut.
La fréquence de coupure {\displaystyle f_{c}} d'un circuit est la fréquence pour laquelle le gain en tension vaut :{\displaystyle {\frac {1}{\sqrt {2}}}}, soit −3 dB. Cette fréquence est égale à :
{\displaystyle f_{c}={\frac {1}{2\pi RC}}} (en Hz)

### Analyse temporelle
Pour des raisons de simplicité, l'analyse temporelle s'effectuera en utilisant la transformée de Laplace p. En supposant que le circuit est soumis à un échelon de tension d'amplitude V en entrée ( {\displaystyle V_{in}=0\,} pour {\displaystyle t=0\,} et {\displaystyle V_{in}=V\,} sinon) :
{\displaystyle V_{in}(p)={\frac {V}{p}}}
{\displaystyle V_{C}(p)=H_{C}(p)V_{in}(p)={\frac {1}{1+pRC}}{\frac {V}{p}}}
{\displaystyle V_{R}(p)=H_{R}(p)V_{in}(p)={\frac {pRC}{1+pRC}}{\frac {V}{p}}}.
La transformée de Laplace inverse de ces expressions donne :
{\displaystyle V_{C}(t)=V\left(1-e^{-t/RC}\right)}
{\displaystyle V_{R}(t)=Ve^{-t/RC}\,}.
Dans ce cas, le condensateur se charge et la tension à ses bornes tend vers V, tandis que celle aux bornes de la résistance tend vers 0.

Détermination graphique de par l'observation de

Le circuit RC possède une constante de temps, généralement notée {\displaystyle \tau =RC\,}, représentant le temps que prend la tension pour effectuer 63 % =({\displaystyle 1-e^{-1}}) de la variation nécessaire pour passer de sa valeur initiale à sa valeur finale.
Il est également possible de dériver ces expressions des équations différentielles décrivant le circuit :
{\displaystyle {\frac {V_{in}-V_{C}}{R}}=C{\frac {dV_{C}}{dt}}}
{\displaystyle V_{R}=V_{in}-V_{C}\,}.
Les solutions sont exactement les mêmes que celles obtenues par la transformée de Laplace.

#### Intégrateur
À haute fréquence, c’est-à-dire si {\displaystyle \omega \gg {\frac {1}{RC}}}, le condensateur n'a pas le temps de se charger et la tension à ses bornes reste faible.
Ainsi : 
{\displaystyle V_{R}\approx V_{in}}
et l'intensité dans le circuit vaut donc :
{\displaystyle I\approx {\frac {V_{in}}{R}}}.
Comme,
{\displaystyle V_{C}={\frac {1}{C}}\int _{0}^{t}Idt}
on obtient :
{\displaystyle V_{C}\approx {\frac {1}{RC}}\int _{0}^{t}V_{in}dt} .
La tension aux bornes du condensateur intègre donc la tension d'entrée et le circuit se comporte comme un montage intégrateur, c'est-à-dire comme un filtre passe-bas.

#### Dérivateur
À basse fréquence, c’est-à-dire si {\displaystyle \omega \ll {\frac {1}{RC}}}, le condensateur a le temps de se charger quasiment complètement.
Alors,
{\displaystyle I\approx {\frac {V_{in}}{1/j\omega C}}}
{\displaystyle V_{in}\approx {\frac {I}{j\omega C}}\approx V_{C}}
Maintenant,
{\displaystyle V_{R}=IR=C{\frac {dV_{C}}{dt}}R}
{\displaystyle V_{R}\approx RC{\frac {dV_{in}}{dt}}}.
La tension aux bornes de la résistance dérive donc la tension d'entrée et le circuit se comporte comme un montage dérivateur, c'est-à-dire comme un filtre passe-haut. Donc :
{\displaystyle {\frac {V_{R}}{V_{in}}}=RC\omega }

### Intensité
L'intensité du courant est la même dans tout le circuit, puisqu'il s'agit d'un circuit série :
{\displaystyle I(\omega )={\frac {V_{in}(\omega )}{R+Z_{C}}}={jC\omega  \over 1+jRC\omega }V_{in}(\omega )}

### Réponse impulsionnelle
La réponse impulsionnelle est la transformée de Laplace inverse de la fonction de transfert correspondante et représente la réponse du circuit à une impulsion.
Pour le condensateur :
{\displaystyle h_{L}(t)={1 \over RC}e^{-t/RC}u(t)={1 \over \tau }e^{-t/\tau }u(t)}
où {\displaystyle u(t)\,} est la fonction de Heaviside et {\displaystyle \tau \ =\ RC} est la constante de temps.
Pour la résistance :
{\displaystyle h_{L}(t)=-{1 \over RC}e^{-t/RC}u(t)=-{1 \over \tau }e^{-t/\tau }u(t)}

## Circuit parallèle

Circuit RC parallèle

Le circuit RC parallèle est généralement d'un intérêt moindre que le circuit RC série : la tension de sortie étant égale à la tension d'entrée, il ne peut être utilisé, comme filtre, qu'alimenté par une source de courant.
Les intensités dans les deux dipôles sont :
{\displaystyle I_{R}={\frac {V_{in}}{R}}}
{\displaystyle I_{C}=j\omega CV_{in}\,} .
Le courant dans le condensateur est déphasé de 90° par rapport au courant d'entrée (et de la résistance).
Soumis à un échelon de tension, le condensateur se charge rapidement et peut être considéré comme un circuit ouvert, le circuit se comportant dès lors comme une simple résistance.